# Pošlji deklico
Pošlji deklico, družbeni roman slovenskega pisatelja in publicista Frančka Rudolfa je najprej izhajal kot podlistek časnika Delo, v obdobju med 18. decembrom 1996 in 14. januarjem 1997. Leta 2006 pa je bil kot celota izdan v zbirki Bestseller pri založbi Karantanija.
Knjigo poleg petnajstih poglavij sestavljajo še uvodne misli, sestavljene iz znanih citatov in pregovorov kot kratek povzetek zgodbe, ter spremno besedo izpod peresa Tadeje Rode Teran.

## Vsebina
Dogajanje je postavljeno v slovensko prestolnico v obdobju med osamosvojitvijo, ki je obenem obdobje izginjanja morale. V državi se obeta sprememba sistema in prve demokratične volitve. Izpostavljena je problematika spletk, izsiljevanja, korupcije ter z njimi povezanega kriminala, ki se razteza vse od kraj koles do posrednega umora. Predstavi nam projekt "Deklica", s pomočjo katerega oblastniki prejšnjega sistema izsiljujejo novoizvoljene politike, ki jim niso po volji. Obravnava posameznike, obsedene s samoreklamiranjem, ki ne morejo preživeti brez nenehnega pojavljanja v medijih. 
Protagonisti zgodbe so Hubert Rokodilc, ki postane zaradi neprostovoljnega zaužitja seruma resnice plen tajnih agentov, odvisnica od heroina in glavna akterka projekta "Deklica", Melanija Kac ter Gnuso Kurson, človek, ki z izdajo zaupnih podatkov sproži niz odločilnih dogodkov.
Knjiga prinaša tudi zanimivo in pomenljivo primerjavo, da je "...Oblast kot droga, človeka je treba le navaditi nanjo, nato pa jo za uživanje potrebuje vse več in več." (Rudolf, 2006). Relativno kratka pripoved da bralcu precej snovi za razmišljanje, saj se prav lahko prezrcali tudi v današnji čas.

## Zbirka
Zbirka Bestseller

## Priredbe
V romanu so združeni časopisni podlistki, ki so izhajali v časniku Delo pod istim naslovom.

## Izdaje in prevodi
Slovenska izdaja knjige iz leta 2006.(COBISS)